# 阿羅尼奧

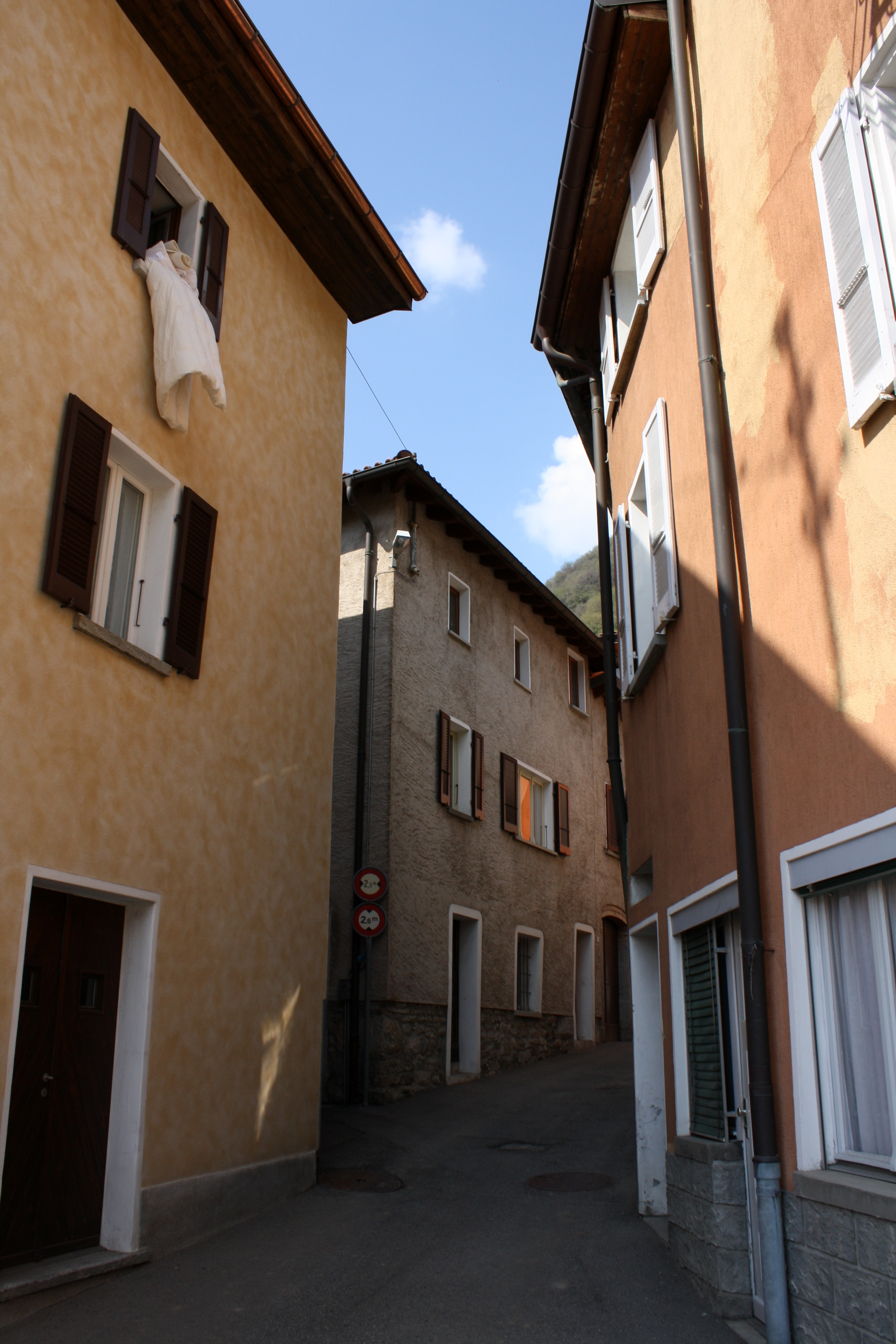

阿羅尼奧是瑞士的城鎮，位於該國南部，由提契諾州負責管轄，面積8.5平方公里，海拔高度606米，2011年人口954，七成半人口信奉羅馬天主教，人口密度每平方公里112人。

## 外部連結
- Arogno.ch Official web site （页面存档备份，存于）